# Karina Pasian
Karina Pasian (nacida el 18 de julio de 1991 en Nueva York) es una cantante y pianista estadounidense de ascendencia dominicana. Nominada a los Premios Grammy.

## Biografía
Pasian es de ascendencia dominicana y armenia. Su lengua materna es el ruso, aunque también habla con fluidez inglés, y español y canta también en otros idiomas como el italiano, árabe, turco y francés.
Comenzó a tomar clases de piano cuando tenía tres años, con su niñera, y a partir de su ingreso en el jardín de infancia, comenzó su formación con el piano clásico. A la edad de ocho años tomó clases de canto con un profesor en la Escuela Profesional de Artes en Nueva York.
En 2003 Pasian conoció a Quincy Jones, quien la invitó junto a su familia a su casa en Bel Air, California. Tras esto, Pasian se presentó y ganó el Star Search. También cantó junto a Quincy Jones la canción:We Are The Future en un concierto en Roma. El 22 de junio de 2007 realizó una presentación en la Casa Blanca para el entonces presidente George W. Bush, durante la celebración del Black Music Month, convirtiéndose en la primera persona de ascendencia dominicana en cantar allí.
Cuando tenía trece años se convirtió en objeto de una guerra de licitación entre tres grandes sellos discográficos: Def Jam, Interscope, y Bad Boy Records. Finalmente optó por Def Jam en 2006, ya que "hizo la mejor oferta"."
En 2008 Pasian fue nominada en la categoría de Mejor álbum contemporáneo de R&B de los Premios Grammy por su éxito First Love.
El 24 de marzo de 2009 abrió los Premios Casandra en la República Dominicana en la que interpretó dos canciones, una en inglés y otra en español, tocando un piano pintado con grafiti.
Después de su nominación al Grammy, hizo algunas giras además de grabar versiones en su canal de YouTube. Un sencillo digital "Halo" (una versión del sencillo exitoso de Beyoncé) fue lanzado en 2009. Además, grabó una versión del exitoso sencillo de Brandy "Brokenhearted" con la cantante de R&B Sammie el año siguiente. Nunca fue lanzado hasta 2011, que Pasian lanzó nuevo material, con un EP titulado Trips to Venus EP, Vol. 1 - Edición navideña el 12 de diciembre. Fue liderada por el sencillo "Perfectly Different" además de un sencillo navideño "The Christmas Song" lanzado ese mismo mes.
En 2012, Pasian colaboró con Skye Townsend y Chris O'Bannon en el sencillo "Go Fish" que resultó en un video musical filmado y dirigido por Robert Townsend en Los Ángeles, California.
Al año siguiente, lanzó el sencillo digital "Fall In Love Again", que iba a iniciar su próximo EP Trips to Venus EP, Vol. 2, que estaba programado para su lanzamiento pero luego fue retirado. Una "edición especial" del vol. 1 se lanzó posteriormente a iTunes y otros servicios digitales el 29 de abril de 2014, que eliminó "The Christmas Song" e incluyó una versión acústica de su canción "Slow Motion", que apareció en su debut. Más tarde ese año, lanzó un sencillo digital "Solitaire" de forma independiente.
En 2015, firmó con Universal Music Classics y lanzó el sencillo / video "Love Right Next to You", que recibió remixes de baile en 2016. Es el primer sencillo de su próximo EP Parallel World.
En 2019, Alejandro Sanz invitó a Pasian a unirse a su banda como corista y salir de gira
En 2020, Pasian lanzó su álbum "Something Warm To Wear" 
En 2021, Pasian audicionó para ser concursante de La voz, sorprendiendo a Alejandro Sanz, quien es juez en el programa.
En 2023, Pasian presta su voz para grabar las canciones del personaje Nefer en la película de animación Momias, tanto en inglés como en la versión española.

## Discografía

### Álbumes
| Información |
| --- |
| First Love - Lanzado: 19 de agosto de 2008 - Posición: 57 (US) - Ventas en E.U.: 28,408 - RIAA Certificación: N/A - Sencillos: - 2008: 16 @ War - 2008: Can't Find The Words                             |
| Trips to Venus (EP: Volume one) - Lanzado: 12 de diciembre de 2011 - Sencillos: - 2011: The Christmas Song - 2012: When You're in Love                                                                   |
| Interlude (EP) - Lanzado: 17 de noviembre de 2017 - Label: KPasa Music - Format: descarga digital - Sencillos: - 2014: Solitaire - 2017: Teacher                                                         |
| Something Warm To Wear - Lanzado: 19 de diciembre de 2020 - Label: KPasa Music - Formato: descarga digital - Sencillos: - 2020: Something Warm To Wear - 2020: Too Young To Be Sane - 2020: Every Moment |

### Sencillos
| Año  | Título                 | Posición     | Posición | Posición     | Álbum      |
| Año  | Título                 | U.S. Hot 100 | US R&B   | U.S. Pop 100 | Álbum      |
| ---- | ---------------------- | ------------ | -------- | ------------ | ---------- |
| 2008 | «16 @ War»             | –            | 51       | –            | First Love |
| 2008 | «Can't Find The Words» | –            | 88       | –            | First Love |